# Abu-Atà as-Sindí
Abu-Atà Àflah (o Marzuq) ibn Yassar as-Sindí o, més senzillament, Abu-Atà as-Sindí (mort el 776 o poc més tard) fou un poeta àrab del segle viii.
La seva nisba, prové del fet que el seu pare era nadiu del Sind, tot i que ell va néixer i viure a Kufa (Iraq), on era client dels Banu Àssad. Va ser partidari dels omeies, a qui va defensar amb les armes i amb poemes de lloança i poemes en contra dels seus enemics. Després va tractar de mantenir bones relacions amb els abbàssides, però no ho va aconseguir sota as-Saffah i sota al-Mansur, per la qual cosa va haver de passar a la clandestinitat de la que no en va sortir fins a la mort del segon. Va morir al cap de poc temps, en data exacta desconeguda.
La seva principal obra és un elogi a Ibn Hubayra. Pronunciava malament i les seves poesies havien de ser recitades per altres persones.